# Ewald Friedrich von Hertzberg
Ewald Friedrich von Hertzberg (Littin, 1725. szeptember 2. – Berlin, 1795. május 27.) porosz államférfi.

## Életútja
Miután Halléban történelmet és jogtudományt hallgatott, 1745-ben a külügyi hivatalba lépett és a titkos levéltárban is kutatott. II. Frigyes a titkos levéltár rendezésével bízta meg, mely működése alatt közvetlen forrásokból megismerkedett a német, különösen pedig a porosz-brandenburgi történelem és a Hohenzollern-ház hivatalos jellegű kútforrásaival. Über die erste Bevölkerung der Mark Brandenburg című munkája révén az akadémia tagja lett, a király pedig követségi tanácsossá nevezte ki. 1756-ban (a hétéves háború kezdetén) Mémoire raisonné című dolgozatát adta ki a Szász Választófejedelemség megszállásának igazolására, mely latin, német és francia nyelven a legszélesebb körökben ismeretessé vált. A háború folyamában átvette a külügyek vezetését és az Orosz- és Svédországgal folytatott béketárgyalásokban is tevékeny részt vett, szintúgy 1763-ban a hubertusburgi béke megkötésében, mire a király őt személye körüli miniszterré nevezte ki. A Lengyelország első felosztása körüli tárgyalásokban, valamint a bajor trónörökösödési per elintézésében Ausztriával tevékeny része volt. II. Frigyes Vilmos trónraléptekor kegyesen fogadta, grófi rangba emelte és az akadémia gondnokává nevezte ki. Hertzberg a Nagy Frigyes-féle iskolának egyetlen államférfia volt, aki az ő szellemében Ausztriával szemben elvből ellentétes politikát követett és ezt az irányt valóságos dogmának nézte. Művei közül felemlítendők: Betrachtungen über das Recht der bayrischen Erbfolge (Berlin, 1778); Oeuvres politiques (Párizs, 1795); Recueil des deductions manifestes etc., rédigeés et publiés par la cour de Prusse 1756-90 (Berlin, 1789-91, 3 kötet).
1774-ben a Leopoldina Német Természettudományos Akadémia tagjává választották.